# Хаукио, Йенни
Йенни Элина Хаукио (фин. Jenni Elina Haukio; род. 7 апреля 1977, Пори, Финляндия) — финская поэтесса, супруга 12-го президента Финляндии Саули Нийнистё; менеджер по программам международной книжной ярмарки в Турку; экс-менеджер по связям с общественностью Коалиционной партии.

## Биография
Родилась 7 апреля 1977 года в городе Пори, в северо-западной Финляндии. В 2001 году получила степень магистра политических наук, окончив университет Турку. Во время обучения в университете входила в группу молодых поэтов Grupo Kapustarinta. Вышедший в 1999 году первый сборник стихов Paitasi on pujahtanut ylleni был удостоен премии.
С самого раннего возраста начала свою деятельность в Коалиционной партии, а с 2007 года работала в должности партийного менеджера по связям с общественностью.
С 13 февраля 2012 года назначена менеджером по программам международной книжной ярмарки в Турку. Увлекается чтением финских комиксов «Aku Ankka» («Дональд Дак»). Ведёт колонки на темы природы для журнала Seura. В 2014 году организация по защите животных Animalia наградила её наградой Pro Animalia за работы, в которых она решительно выступала за благополучие животных.
В 2015 году стала лауреатом премии «Ларин Параске», ежегодно присуждаемой «за мастерство слова» финской общественной организацией «Союз калевальских женщин».

## Семья
- Муж — Саули Нийнистё, президент Финляндии (2012—2024); в браке с 3 января 2009 года[6].
  - Сын (род. 2 февраля 2018[7] в столичной больнице Найстенклиникка[8]). 7 апреля 2018 года бывший епископ диоцеза Хельсинки Ээро Хуовинен провёл таинство его крещения; ребёнок получил имя Ааро Вели Вяйнямё[9]. Рождение ребёнка у действующего президента Финляндии произошло впервые за всю историю страны[10].